# Gypsophila davurica
Gypsophila davurica är en nejlikväxtart som beskrevs av Porphir Kiril Nicolai Stepanowitsch Turczaninow och Edward Fenzl. Gypsophila davurica ingår i släktet slöjor, och familjen nejlikväxter. Utöver nominatformen finns också underarten G. d. angustifolia.